# Арагуа (футбольный клуб)
«Ара́гуа» (исп. Aragua Fútbol Club) — венесуэльский футбольный клуб из города Маракай. В настоящий момент выступает в Примере Венесуэлы, сильнейшем дивизионе страны.

## История

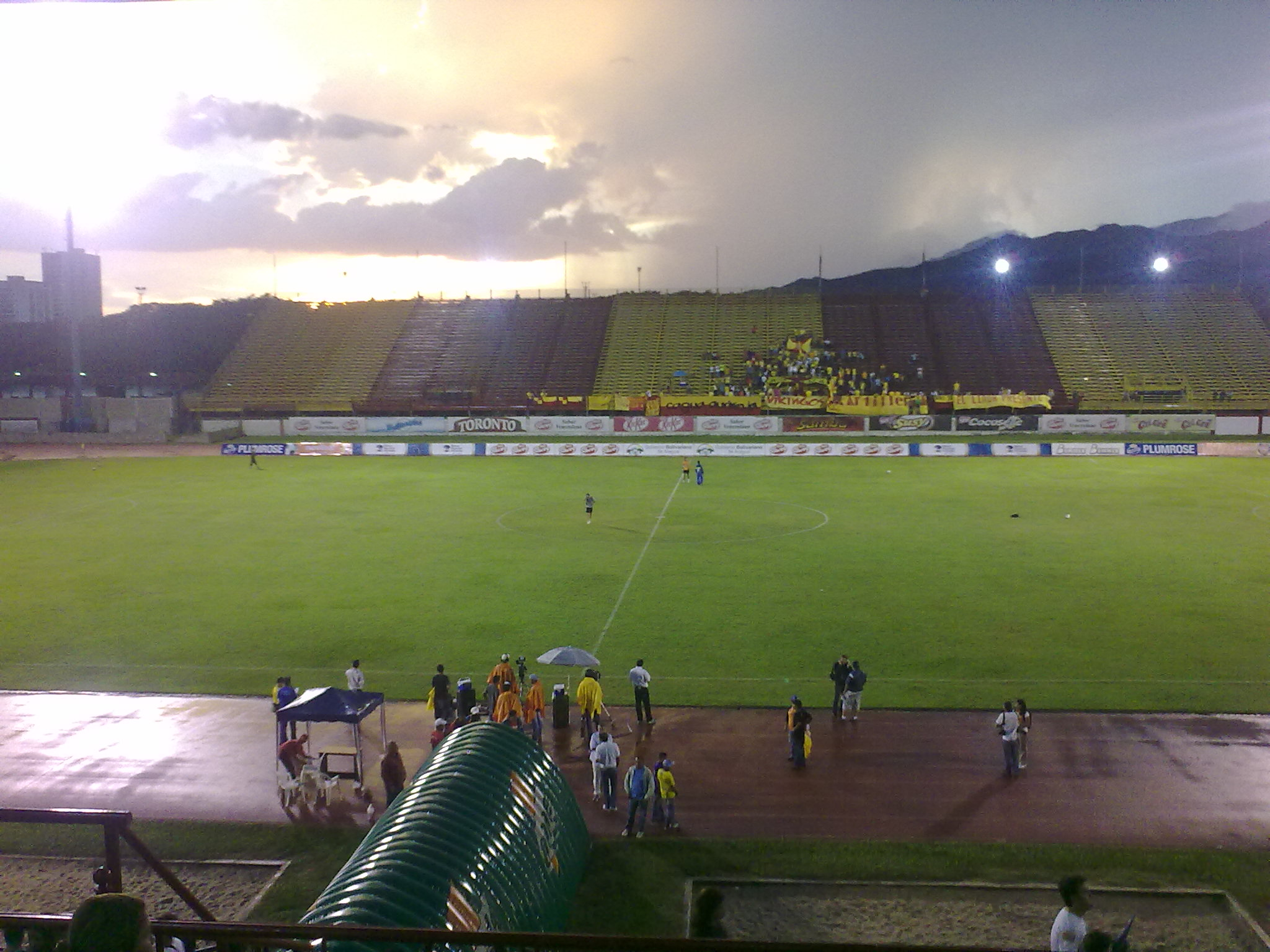
Стадион «Олимпико Херманес Герси Паес».

Клуб основан 20 августа 2002 года на базе столичного клуба «Депортиво Галисия». Первый официальный матч состоялся 30 октября 2002 года в Каракасе в рамках Сегунды. В 2005 году победил в Сегунде Венесуэлы и завоевал право дебютировать в «Примере» в сезоне 2004/05.
В 2007 году клуб добился своего главного достижения на сегодняшний день, победив в кубке Венесуэлы. Этот успех дало право команде принять участие в 2008 году в Южноамериканском кубке, но в нём клуб уступил в первом же раунде мексиканскому клубу «Гвадалахара».
Домашние матчи команда проводит на стадионе «Олимпико Эрманос Герси Паес», вмещающем 14 000 зрителей. В сезоне 2010/11 из-за плохого состояния газона «Арагуа» играл на стадионе «Джузеппе Антонелли», вмещающем 5000 зрителей.

## Титулы и достижения
- Обладатель Кубка Венесуэлы (1): 2007
- Финалист Кубка Венесуэлы (1): 2018
- Победитель Второго дивизиона Венесуэлы (1): 2004/05

## Участие в южноамериканских кубках
- Южноамериканский кубок (2):
  - Первый раунд — 2008, 2020

## Тренеры
- 2002—2004  Карлос Мария Равель
- 2004—2006  Рафаэль Сантана Фонтес
- 2006—2007  Рафаэль Сантана Сеговия
- 2007  Эдуардо Контрерас
- 2008—2010  Маноло Контрерас
- 2010—2013  Анхель Кавальери
- 2013  Карлос Мальдонадо
- 2013—2014  Анхель Кавальери
- 2014—2015 / Мануэль Пласенсия